# Alberto Martín-Artajo
Alberto Martín-Artajo Álvarez, né le 2 octobre 1905 à Madrid et mort le 31 aout 1979, est un homme politique espagnol sous la dictature franquiste. 

## Biographie
Ministre des affaires étrangères de Franco, il est l'un des promoteurs espagnols d'une organisation transnationale catholique, conservatrice et anticommuniste, le Centre européen de documentation et d'information (CEDI). Il participe dans les années 1960 à des réunions anticommunistes internationales, en Asie, notamment celles de la Ligue anticommuniste mondiale.